# Преподавание истории в школе
Преподава́ние исто́рии в шко́ле (ПИШ) — независимый российский научно-теоретический и методический журнал.
Выходит с 1916 года. В 1920-е годы не издавался. В 1934 году издание было возобновлено.
Периодичность — 10 номеров в год (перерыв в июне и июле).
Объём — 80 страниц.
Распространяется по всей стране и за рубежом тиражом более 5 тысяч экземпляров.
Главный редактор с 1 мая 2019 года — Р. В. Пазин.
Является старейшим в стране изданием для учителей истории и обществознания, профессиональной площадкой для обсуждения актуальных проблем школьного исторического и обществоведческого образования. Основные рубрики: «Актуальная тема», «История и обществоведение», «Методика», «ЕГЭ», «Сегодня в журнале — завтра на уроке», «Труды молодых ученых», «Среди книг и журналов», «ПИШ-информбюро». В последние годы на страницах журнала особое внимание уделяется подготовке к ЕГЭ и ГИА по истории и обществознанию, информационным компьютерным технологиям, преподаванию наиболее сложных тем (истории культуры, духовно-нравственному воспитанию на уроках истории и пр.). В журнале есть цветная вклейка, которая содержит наглядные методические материалы.
Входит в перечень ведущих рецензируемых научных журналов, включенных Высшей аттестационной комиссией России в список изданий, рекомендуемых для опубликования основных научных результатов диссертации на соискание ученой степени кандидата и доктора наук.